# Cereus huilunchu
Cereus huilunchu ist eine Pflanzenart in der Gattung Cereus aus der Familie der Kakteengewächse (Cactaceae). Das Artepitheton huilunchu verweist auf einen lokalen Trivialnamen für die Art.

## Beschreibung
Cereus huilunchu wächst baumförmig, ist reich verzweigt und erreicht Wuchshöhen von 3 bis 4 Meter. Es wird ein deutlicher Stamm ausgebildet. Die zylindrischen, segmentierten, graugrünen Triebe weisen Durchmesser von 6 bis 7 Zentimeter auf. Es sind fünf zusammengedrückte Rippen vorhanden, die 2 bis 3 Zentimeter hoch sind. Die darauf befindlichen elliptischen Areolen sind grau. Die vier bis sechs nadeligen Dornen sind grau und 2,5 bis zu 3 Zentimeter lang.
Die weißen Blüten sind bis zu 13 Zentimeter lang. Die 6 bis 7 Zentimeter langen, länglichen Früchte sind rot und enthalten ein weißes Fruchtfleisch.

## Verbreitung und Systematik
Cereus huilunchu ist in den bolivianischen Departamentos La Paz und Cochabamba in Höhenlagen von 2000 Metern verbreitet.
Die Erstbeschreibung wurde 1951 von Martín Cárdenas veröffentlicht. Ein nomenklatorisches Synonym ist Piptanthocereus huilunchu (Cárdenas) F.Ritter (1980).

## Nachweise